# Дзибахеви
Дзибахеви (груз. ძიბახევი, чечен. Забакхи) — село в Грузии. Находится в Ахметском муниципалитете края Кахетия.

## География
Село расположено в Панкисском ущелье, на левом берегу реки Алазани, к северу от города Ахмета.
Ближайшие населённые пункты: на юге — сёла  Биркиани и Джоколо, на юго-востоке — село Омало.

## История
К середине 20 века село населяли около 15 семейств чеченцев (из тайпа хилдехарой), выходцы из Итум-Калинского района Чечни.